# Atletismo nos Jogos Olímpicos de Verão de 1896 - Salto com vara masculino
A competição do Salto com vara masculino foi realizada no dia 10 de abril no Estádio Panathinaiko. 5 atletas competiram.

## Medalhistas
| Ouro   | USA Welles Hoyt                                   |
| Prata  | USA Albert Tyler                                  |
| Bronze | GRE Evangelos Damaskos GRE Ioannis Theodoropoulos |

## Resultados
| Pos. | Atleta                     | Marca  |
| ---- | -------------------------- | ------ |
|      | USA Welles Hoyt            | 3.30 m |
|      | USA Albert Tyler           | 3.20 m |
|      | GRE Evangelos Damaskos     | 2.60 m |
|      | GRE Ioannis Theodoropoulos | 2.60 m |
| 5    | GRE Vasilios Xydas         | 2.40 m |